# Solivarsko- švábske dúbravy
Solivarsko- švábske dúbravy este o arie protejată (arie specială de conservare — SAC, sit de importanță comunitară — SCI) din Slovacia întinsă pe o suprafață de 541,62 ha, integral pe uscat.

## Localizare
Centrul sitului Solivarsko- švábske dúbravy este situat la coordonatele 48°57′44″N 21°19′27″E / 48.962326°N 21.324101°E.

## Înființare
Situl Solivarsko- švábske dúbravy a fost declarat sit de importanță comunitară în decembrie 2021.

## Biodiversitate
Situată în ecoregiunea alpină, aria protejată conține 1 habitat natural: Păduri stepice euro-siberiene cu Quercus spp..
La baza desemnării sitului se află un număr nedeclarat de specii protejate.